# Dorothy Greenhough-Smith
Dorothy Vernon Greenhough-Smith, geb. Muddock (* 27. September 1882 in Yarm; † 9. Mai 1965 in Royal Tunbridge Wells) war eine britische Eiskunstläuferin, die im Einzellauf startete.
Sie war die Tochter des Schriftstellers James Edward Preston Muddock, dessen Kriminalromane eine Zeitlang in ihrer Popularität mit den Sherlock Holmes Romanen von Arthur Conan Doyle konkurrieren konnten. Sie heiratete im Jahr 1900 den 28 Jahre älteren Verleger Herbert Greenhough Smith, der als erster Chefredakteur des The Strand Magazine, der er von 1891 bis 1930 war, die Geschichten von Sherlock Holmes ursprünglich herausgegeben hatte.
Im Jahr 1908 wurde Greenhough-Smith in Abwesenheit von Madge Syers britische Meisterin in der Herrenkonkurrenz, da es noch keine Damenkonkurrenz gab. 1911 wurde sie erneut britische Meisterin. Bei der ersten Weltmeisterschaft, bei der Damen eine eigene Konkurrenz hatten, wurde sie 1906 in Davos Fünfte und Letzte beim Triumph ihrer Landsfrau Madge Syers. Bei ihrer zweiten Weltmeisterschaftsteilnahme 1912, abermals im schweizerischen Davos, wurde sie Vizeweltmeisterin hinter Opika von Méray Horváth und vor ihrer Landsfrau Phyllis Johnson. Bei den Olympischen Spielen 1908 in London, den ersten, in denen es Eiskunstlaufwettbewerbe gab, gewann sie die Bronzemedaille hinter Madge Syers und Elsa Rendschmidt.
Greenhough-Smith nahm auch im Tennis am Dameneinzel von Wimbledon teil. Sie beendete ihre aktive Sportlerkarriere vor der Geburt ihres einzigen Kindes, eines Sohnes, der noch als Kind verstarb.

## Ergebnisse
| Wettbewerb/Jahr           | 1906 | 1908 | 1911 | 1912 |
| ------------------------- | ---- | ---- | ---- | ---- |
| Olympische Spiele         |      | 3.   |      |      |
| Weltmeisterschaften       | 5.   |      |      | 2.   |
| Britische Meisterschaften |      | 1.*  | 1.*  |      |

(*) In der Herrenkonkurrenz, da es noch keine Damenkonkurrenz gab